# 임케 쿠르투아
임케 쿠르투아(프랑스어: Imke Courtois, 1988년 3월 14일 ~ )는 벨기에의 은퇴한 여자 축구 선수이다. 선수 시절 포지션은 수비수였으며 KFC 라피드 베제말, DVC 에바스 티넌, 스탕다르 리에주 소속으로 뛰었다. 벨기에 여자 슈퍼리그 10회 우승, 벨기에 여자컵 3회 우승, 베네 슈퍼컵 2회 우승, 벨기에 여자 슈퍼컵 2회 우승을 경험했다.